# Capilla de los Remedios
Capilla de los Remedios é uma comuna da província de Córdoba, na Argentina.